# جيل ميلز
جيل ميلز (بالإنجليزية: Jill Mills) هي رافعة أثقال ‏ أمريكية، ولدت في 2 مارس 1972 في تكساس في الولايات المتحدة.